# 2-ニトロフェノール-2-モノオキシゲナーゼ
2-ニトロフェノール-2-モノオキシゲナーゼ（2-nitrophenol 2-monooxygenase）は、次の化学反応を触媒する酸化還元酵素である
2-ニトロフェノール + NADPH + H+ + O2 {\displaystyle \rightleftharpoons } カテコール + 亜硝酸 + NADP+ + H2O
この酵素の基質は2-ニトロフェノール、NADPH、H+とO2で、生成物はカテコール、亜硝酸、NADP+とH2Oである。
組織名は2-nitrophenol,NADPH:oxygen 2-oxidoreductase (2-hydroxylating, nitrite-forming)で、別名に2-nitrophenol oxygenase、nitrophenol oxygenaseがある。